# Jessica Dickons
Jessica Dickons (Stockton-on-Tees, 17 de junio de 1990) es una deportista británica que compitió en natación, especialista en el estilo mariposa.
Ganó una medalla de bronce en el Campeonato Mundial de Natación en Piscina Corta de 2008 y dos medallas de bronce en el Campeonato Europeo de Natación en Piscina Corta, en los años 2006 y 2011.

## Palmarés internacional
| Campeonato Mundial en Piscina Corta | Campeonato Mundial en Piscina Corta | Campeonato Mundial en Piscina Corta | Campeonato Mundial en Piscina Corta |
| Año                                 | Lugar                               | Medalla                             | Prueba                              |
| ----------------------------------- | ----------------------------------- | ----------------------------------- | ----------------------------------- |
| 2008                                | Mánchester (Reino Unido)            | Medalla de bronce                   | 200 m mariposa                      |
| Campeonato Europeo en Piscina Corta |                                     |                                     |                                     |
| Año                                 | Lugar                               | Medalla                             | Prueba                              |
| 2006                                | Helsinki (Finlandia)                | Medalla de bronce                   | 200 m mariposa                      |
| 2011                                | Szczecin (Polonia)                  | Medalla de bronce                   | 200 m mariposa                      |